# Spiridon Chazapis
Spiridon Chazapis (n. 1872, Andros, Administrația descentralizată a Mării Egee⁠⁠(d), Grecia – d. secolul al XX-lea) a fost un înotător ce a reprezentat Grecia, medaliat olimpic. A participat la o ediție a Jocurilor Olimpice (1896) în care a câștigat o medalie de argint.

## Participări
Lista de mai jos prezintă principalele competiții la care a participat Spiridon Chazapis de-a lungul carierei.
- Natație la Jocurile Olimpice de vară din 1896 - marinari 100 m liber (masculin)